# Фернандо Енріке Кардозо
Фернандо Енріке Кардозо (порт. Fernando Henrique Cardoso, нар. 18 червня 1931) — бразильський соціолог та державний діяч, президент Федеративної Республіки Бразилія протягом двох термінів в 1995—2003 роках. Міжнародно відомий вчений-соціолог, президент Міжнародної соціологічної асоціації в 1982—1986.
Вільно володіє кількома мовами і читав лекції у провідних університетах Франції, Британії та США. Його книги продаються великими тиражами.

## Біографія
Фернанду Кардозу народився 18 червня 1931 року в Ботафогу, одному з районів Ріо-де-Жанейро, в родині спадкових військовиків. Вивчав соціологію в Університеті Сан-Паулу, 1952 року здобув ступінь бакалавра суспільних наук, пізніше — ступінь магістра й доктора соціології в тому ж університеті. 1953 року одружився з Рут Корреа Лейте Кардозу (порт. Ruth Corrêa Leite Cardoso; померла 24 червня 2008).
1960 року був перекладачем бразильського курсу лекцій Жана-Поля Сартра.
За часів військового режиму деякий час проживав у Чилі та Франції. 1968 року, будучи викладачем в Університеті Париж X Нантер, активно брав участь у студентському революційному русі.

## Політична кар'єра
З 1983 до 1992 року — сенатор від штату Сан-Паулу. З жовтня 1992 до травня 1993 був міністром закордонних справ, з травня 1993 до квітня 1994 — міністром фінансів за президентства Ітамара Франку. 1994 року переміг у першому турі президентських виборів. Вступив на посаду 1 січня 1995 року, упродовж двох президентських термінів віце-президентом був Марку Марсьєл.

## Нагороди
- Орден Лазні (Велика Британія)
- Орден Слона (Данія)
- Орден Інфанта дона Енріке та орден Свободи (Португалія)
- Орден Зірки Румунії
- Орден князя Ярослава Мудрого I ст. (Україна, 25 жовтня 1995)
- Орден Подвійного білого хреста 1 класу (Словаччина, 29 червня 2001 року)[4]
- 2000 — премія Принца Астурійського за міжнародне співробітництво.